# Parsman II van Iberië

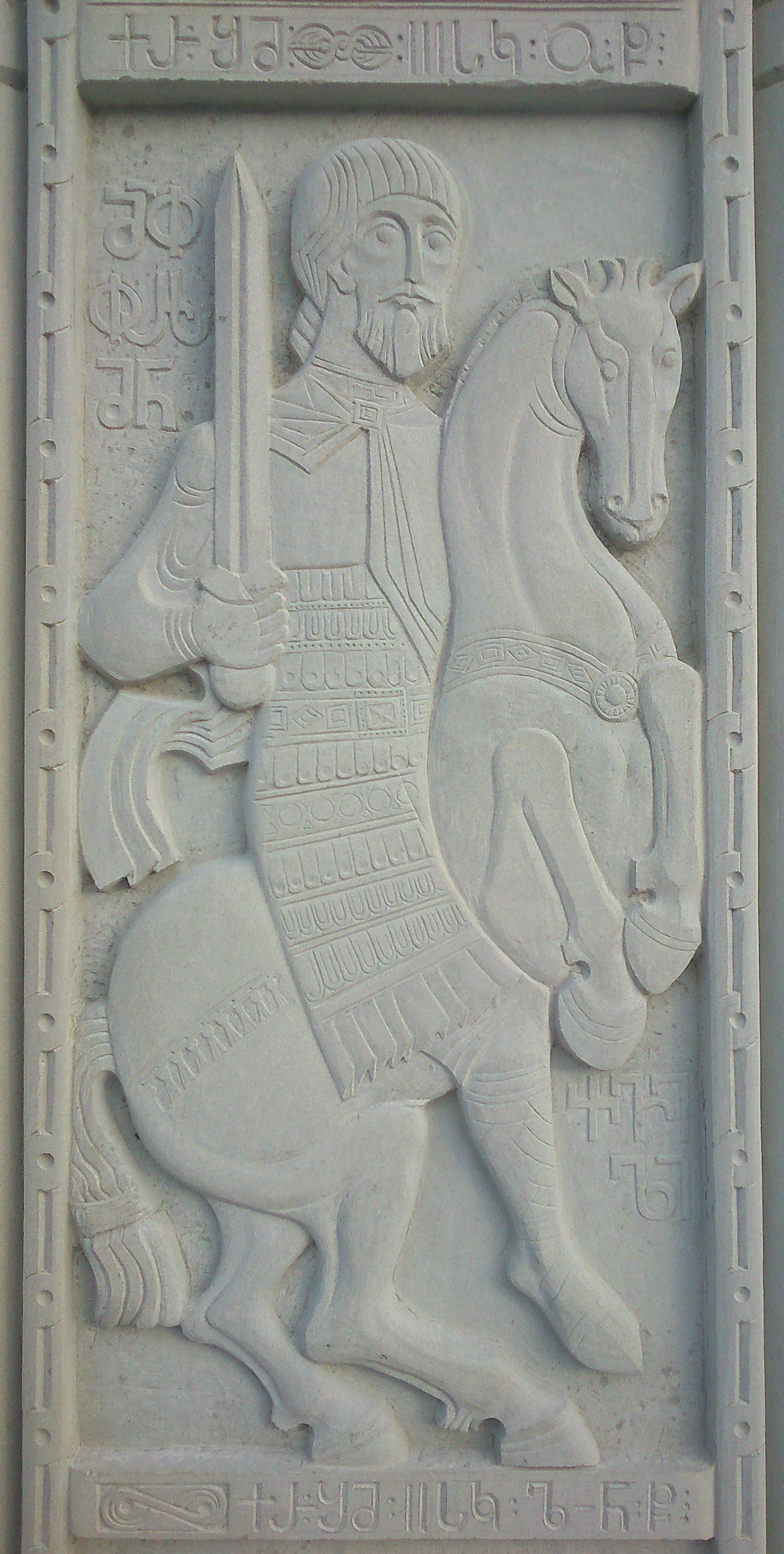
Pharasmanes II op een bas-reliëf

Parsman II of Pharasmanes II was koning van Iberië van 116-132. Hij was een telg van de Parnavaziërs, zijn vader was Amazasp I van Iberië.

## Context
In 113 begon de Romeinse keizer Trajanus een nieuwe oorlog tegen de Parthen over de kwestie Armenië, een buurland van Iberië. Trajanus veroverde het koninkrijk Armenië en het land werd een Romeinse provincie, Armenia.
De opvolger van keizer Trajanus, Hadrianus, vond de oostelijke uitbreiding van het rijk geen goede zaak en gaf het koninkrijk Armenië weer vrij. Op basis van zijn afstamming (zie Mithridates van Armenië), hoopte Parsman II op een uitbreiding van zijn rijk. Hadrianus koos voor Vologases en hielp hem in het verdrijven van de Parthische koning Osroes I.
Om zijn kansen kracht bij te zetten, huwde Parsman II met de dochter Vologases, Ghadana. Beiden hadden een zoon, Ghadam van Iberië. Parsman II stierf in 132. Zijn weduwe werd regentes voor haar zoon en kleinzoon, Parsman III. Van deze transitieperiode maakten de Alanen gebruik om de Kaukasus binnen te vallen.